# Rameau superficiel du nerf ulnaire

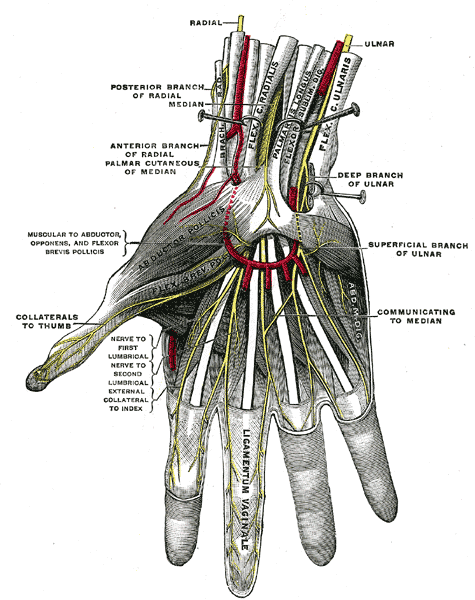
rameau superficiel du nerf ulnaire

Le rameau superficiel du nerf ulnaire (ou branche superficielle du nerf cubital) est un nerf de la main.

## Origine
Le rameau superficiel du nerf ulnaire est une branche terminale du rameau palmaire du nerf ulnaire.

## Zone d'innervation
Le rameau superficiel du nerf ulnaire fournit une branche motrice au muscle court palmaire.
Il est sensitif par ses rameaux cutanés pour l'éminence hypothénar.
Il se termine en donnant le nerf digital palmaire propre interne du cinquième doigt et le nerf digital palmaire commun du quatrième espace interdigital.